# Casa Pastors (Torroella de Montgrí)
La Casa Pastors és un casal obra al carrer Major de Torroella de Montgrí (Baix Empordà). L'antiga casa Pastors va ser bastida durant els segles XV-XVI. Posteriorment ha experimentat diverses reformes. En l'actualitat es troba restaurada i adaptada per a la funció de museu municipal, des del 1980. L'edifici és un desenvolupat a partir d'un pati central amb pou, on una escala de pedra accedeix al primer pis. Aquesta planta principal té una sala-distribuïdor. El segon pis, actualment molt modificat, era ocupat per les golfes. La façana, de carreus regulars, apareix dividida en dos cossos de planta baixa i dos pisos: el de la dreta presenta una porta d'accés d'arc de mig punt amb grans dovelles de pedra i una cornisa de separació de la planta i el pis, on hi ha centrada una finestra germinada d'arc trevolat; a la part superior hi ha una finestra allindanada i un ràfec de coronament. Al cos de l'esquerra són remarcables dues petites finestres situades una damunt l'altra, amb emmarcament conopial i decoració lobulada.
La Casa Pastors fou el casal de la família dels Alió, prominent família torroellenca entre els quals destaquen Genís Alió i Martí que rebé el 1675 el títol de ciutadà honrat de Barcelona del rei Carles II, la filla del qual Caterina Alió, es casà amb Josep Pastors i Carles de Sant Joan de les Abadesses. Entroncats els Pastors amb els Alió s'instal·laren a Torroella i més a tard a Girona adquirint-hi la casa homònima prop de la Catedral en algun moment imprecís del segle xvii.